# Pero kayei
Pero kayei är en fjärilsart som beskrevs av Louis Beethoven Prout 1928. Pero kayei ingår i släktet Pero och familjen mätare. Inga underarter finns listade i Catalogue of Life.